# Alphus capixaba
Alphus capixaba är en skalbaggsart som beskrevs av Luciane Marinoni och Martins 1978. Alphus capixaba ingår i släktet Alphus och familjen långhorningar. Inga underarter finns listade i Catalogue of Life.